# Holarrhena floribunda
Holarrhena floribunda är en oleanderväxtart som först beskrevs av George Don jr, och fick sitt nu gällande namn av Théophile Alexis Durand och Schinz. Holarrhena floribunda ingår i släktet Holarrhena och familjen oleanderväxter. Inga underarter finns listade i Catalogue of Life.